# Fundamentalastronomie
Die Fundamentalastronomie ist ein Teilgebiet der Astronomie und befasst sich mit der Festlegung von Bezugssystemen auf der Erde und am Himmel, sowie mit deren Verknüpfung und mit den Bahnen von Erde, Mond, Planeten und Satelliten in diesen Bezugssystemen. Damit stellt sie für die Astronomie und die Geodäsie einige wichtige Grundlagen bereit. In den zugrundeliegenden Messmethoden ist sie mit der Positionsastronomie verbunden.
Der Name lehnt sich an fundamentale Fächer anderer Wissensgebiete an (Fundamentaltheologie, Fundamental Modeling, -analyse und -Sätze der Mathematik, Fundamentalsysteme usw.).

## Koordinaten, Bezugssysteme und Reduktionen
Die Position von Gestirnen und anderen Himmelskörpern wurde üblicherweise in den Koordinaten Rektaszension und Deklination angegeben, die sich auf den Himmelsäquator und die Erdbahn (Ekliptik) beziehen. Diese Koordinatensysteme unterliegen allerdings langsamen Änderungen (v. a. Präzession), die schon in der Antike entdeckt wurden.
Weitere Effekte wie die Nutation, die Polbewegungen der Erdachse und kleine Unregelmäßigkeiten der Erdrotation wurden zwischen 1800 und 1950 entdeckt. Sie machen die Fundamentalastronomie zu einer komplexen Angelegenheit und erfordern eine enge Kooperation mit der Geodäsie und der Geophysik. Dadurch kann man heute globale Koordinaten bereits mit cm-Genauigkeit bestimmen und seit 1980 sogar ihre jährlichen Änderungen durch die Plattentektonik feststellen.
Die erwähnten Bezugssysteme zerfallen in zwei Gruppen: erdfeste und raumfeste Koordinatensysteme. Da die Erde im raumfesten System rotiert, müssen wir für die Transformation zwischen dem erd- und dem raumfesten System zu jedem Zeitpunkt die exakte Stellung der Erdachse auf der Erdoberfläche und im Raum kennen, ebenso wie die Winkelgeschwindigkeit der Erdrotation (die astronomische Tageslänge LOD, Length of day). Diese Aufgabe wird in internationaler Kooperation vom Erdrotationsdienst IERS durchgeführt.
Konkret bedeutet die Transformation der rotierenden Erde und der Erdbahn in das raumfeste System, dass man Formeln für die Beziehungen der zwei Systeme benötigt, um
- terrestrische Punkte für beliebige Zeitpunkte in das „Sternsystem“ umrechnen zu können (in Alltagssprache: welcher Stern steht gerade über mir im Zenit?),
- und umgekehrt die momentane Position jedes Sterns relativ zum eigenen Standort angeben zu können – z. B. als Azimut und Zenitdistanz.

Für beide Schritte muss man
- die Sterne selbst vom Fundamentalsystem (siehe z. B. FK6) in ihre momentane Position und vice versa umrechnen, und
- die Polbewegung der Erdachse innerhalb des Erdkörpers berücksichtigen.
- Jede Messung muss überdies auf Normalbedingungen „reduziert“ werden. Dazu gehören u. a.: Astronomische Refraktion, kleine Instrumentenfehler und Neigungseffekte wegen Einflüssen der Temperatur.

## Klassische Fundamentalastronomie
Die klassische Fundamentalastronomie (bis etwa 1970) beruhte auf genauen astro-geodätischen Winkelmessungen von terrestrischen Observatorien und ihrer Analyse mit den Verfahren der Astrometrie und der Himmelsmechanik. Gemessen werden/wurden vor allem:
1. genaue Lotrichtungen, die sich aus den zwei Komponenten geografische Breite und Länge zusammensetzen
2. astronomische Azimute
3. absolute Richtungen zu Fundamentalsternen
4. relative Himmelskoordinaten (Richtungsmessungen von Fixsternen und Planeten) an speziell montierten Fernrohren
5. fotografische Richtungen zu Gestirnen mit langbrennweitigen Aufnahmen auf Fotoplatten oder CCD-Sensoren.

Die Instrumente zur Durchführung dieser Messungen sind vor allem
- der klassische Meridiankreis (Methoden 1 und 3) und seine neuen, automatisierten Varianten
- Passageinstrumente und Zenitteleskope (Methoden 1, 2, 4)
- das Universalinstrument und spezielle Theodolite (Methode 1 und 2)
- Astrolabien verschiedener Bauart, Zirkumzenital (Methoden 1 und 4)
- und Komparatoren zur Ausmessung von Platten, bzw. astrometrische Software für CCD-Aufnahmen.

## Revolution durch Satellitenmethoden und VLBI
Die Raumfahrt revolutionierte die Fundamentalastronomie durch neuartige Messungen zu künstlichen Erdsatelliten und zu oder von Raumsonden. Ferner konnte ab etwa 1980 die Radioastronomie hochpräzise Richtungsmessungen nach Quasaren bereitstellen (siehe VLBI und Interferometrie). Dadurch wurden die klassischen Bezugssysteme in mehrfacher Hinsicht verbessert:
- streng geozentrisch – weil sich alle Satellitenbahnen auf den Erdschwerpunkt beziehen
- Höhere Stabilität durch Ergänzung der terrestrischen Richtungsmessungen durch Distanzmessungen
- Kombination von Astrometrie und VLBI durch zusätzliche Messmethoden wie GPS, SLR oder Lunar Ranging und durch Beobachtungsmissionen vom Weltraum aus (siehe auch Remote Sensing).
- Beziehungen zwischen „Sternsystem“, VLBI und Inertialraum
- Fundamentale Konstanten und Basisgrößen (siehe auch IUGG und Internationale Astronomische Union)
- Kleine Widersprüche der o. a. Messmethoden und ihre Bereinigung
- Kurzbeschreibung der internationalen Dienste für Erdrotation (siehe ERP), GPS (siehe IGS), Lunar- und Satellite Laser Ranging und VLBI (siehe IVS) und andere Dienste
- Numerische Beispiele für Koordinaten und den Einfluss der Bezugssysteme